# São Tiago dos Velhos
São Tiago dos Velhos es una freguesia portuguesa del municipio de Arruda dos Vinhos, distrito de Lisboa.

## Historia
La freguesia se llamó Santiago dos Velhos hasta el 23 de mayo de 2017.

## Demografía
| Gráfica de evolución demográfica de São Tiago dos Velhos entre 2001 y 2021 |
|                                                                            |
| Datos según el nomenclátor publicado por el INE portugués.                 |